# Dobunnodon
Dobunnodon — це вимерлий рід докодонтів із середньоюрської (батонської) лісової мармурової формації Англії, вперше виявлений в Оксфордширі поблизу села Кіртлінгтон. Типовий вид, D. mussettae, спочатку був названий видом Borealestes у 2003 році.

## Історія
У 2003 році Borealestes mussettae (спочатку «B. mussetti») було названо Деніз Сігоньо-Расселл на основі ізольованих корінних зубів, знайдених у ссавцях Кіртлінгтонського періоду батонського віку в Оксфордширі, Англія. Він відрізняється від B. serendipitus деталями горбків і виступів на корінних зубах. Назва виду mussetti була дана на честь доктора Френсіс Массетт на знак визнання її великої участі в розкопках скам’янілостей у цементному кар'єрі Кіртлінгтон. Однак mussetti є формою чоловічого роду, тому це було змінено на mussettae наступними авторами, починаючи з Олександра Авер'янова в 2004 році. У 2021 році його перемістили до нового роду Dobunnodon.

## Зовнішній вигляд
Добуннодон наразі відомий лише з ізольованих молярів. Докодонти — невеликі (розміром від землерийки до щура) ссавцеподібні. Вважається, що Dobunnodon є базальним представником Docodonta.